# Людогощь
Людогощь (бел. Людагошча) — деревня в Мстиславском районе Могилёвской области Белоруссии. Входит в состав Красногорского сельсовета.

## География
Деревня находится в северо-восточной части Могилёвской области, в пределах Оршанско-Могилёвской равнины, вблизи государственной границы с Российской Федерацией, на правом берегу реки Сож, на расстоянии примерно 11 километров (по прямой) к юго-востоку от Мстиславля, административного центра района. Абсолютная высота — 159 метров над уровнем моря.

## История
В конце XVIII века деревня входила в состав Мстиславского воеводства Великого княжества Литовского.
Согласно «Списку населенных мест Могилёвской губернии» 1910 года издания населённый пункт входил в состав Людогощанского сельского общества Казимирово-Слободской волости Мстиславского уезда Могилёвской губернии. В деревне имелось 58 дворов и проживало 536 человек (257 мужчин и 279 женщин).

## Население
По данным переписи 2009 года, в деревне проживало 57 человек.